# 923 Herluga
923 Herluga este un asteroid din centura principală, descoperit pe 30 septembrie 1919, de Karl Reinmuth.